# Yeísmo
El yeísmo es un cambio fonético-fonológico de algunas variedades romances que consiste en la fusión de los fonemas aproximantes palatales en uno solo /ʝ/, pronunciado de manera no lateral, por deslateralización de un fonema aproximante lateral palatal /ʎ/ previamente existente. El fenómeno se da ampliamente en español y, aunque con variación, también se da en otras lenguas, como el italiano, el catalán, el portugués o el gallego.[cita requerida]
De ese modo, las variedades yeístas del español pronuncian de manera idéntica la letra ye o i griega ⟨y⟩ (cuando ocurre en función consonántica) y el dígrafo elle o doble ele ⟨ll⟩. En español, la pronunciación exacta de dicho único fonema /ʝ/ puede variar bastante fonéticamente entre los siguientes sonidos no laterales: fricativa palatal sonora [ʝ], aproximante palatal sonora [j], africada palatal sonora [ɟ͡ʝ], africada posalveolar sonora [d̠͡ʒ], fricativa posalveolar sorda [ʃ] (pronunciación a veces llamada «sheísta») o una fricativa posalveolar sonora [ʒ] (pronunciación también conocida como «zheísta» o de «yeísmo con rehilamiento»).
También se le ha llamado lleísmo en contraposición, tanto a la mantención de dicha distinción fonológica, como a una convergencia similar en un único fonema pero con pronunciación "como elle" [ʎ], aunque esto es poco común en castellano.

## El yeísmo en español
La pronunciación yeísta es la más habitual en la mayoría de dialectos modernos del español. Consiste en la fusión de los fonemas fricativa palatal sonora y aproximante lateral palatal sonora: la fricativa palatal sonora /ʝ/, representada en la ortografía por ⟨y⟩ y la aproximante lateral palatal /ʎ/, representada por ⟨ll⟩. Este fonema unificado se pronuncia de distintas maneras, normalmente como una aproximante [j], pero también como una africada [ɟ͡ʝ] o [d̠͡ʒ] tras el archifonema /n/ o enfáticamente. 
En castellano medieval los sonidos de y y ll representaban fonemas diferentes; pero la mayoría de  variedades del español moderno no diferencian ambas pronunciaciones, no obstante, la diferencia se mantiene en áreas de Bolivia a excepción del sur, zonas aisladas de Colombia, en Paraguay y los Andes de  Perú y  Ecuador, toda la zona andina en general incluido el nordeste de Argentina, pequeñas partes del sur de Chile y Filipinas. En España se mantiene sobre todo en zonas rurales de la mitad norte, así como en algunos hablantes bilingües de otras lenguas de España, como catalán y gallego, sobre todo el primero.El yeísmo es un fenómeno muy difundido en la mayoría de los países y las grandes ciudades hispanohablantes en la actualidad.
En el español rioplatense (de la mayoría de Argentina y todo Uruguay), ocurre un yeísmo con rehilamiento; este fonema según las variantes de este dialecto, aparece como una fricativa postalveolar sorda [ʃ] (sh inglesa) o fricativa postalveolar sonora [ʒ] (j francesa), variantes también llamadas sheísmo y zheísmo o yeísmo rehilado respectivamente.
El yeísmo, en algunos dialectos, no se aplica a los diptongos fonéticos con /i-/, tales como los que aparecen en las palabras hielo o hierba:
|        | México    | España    | Argentina |
| ------ | --------- | --------- | --------- |
| hierba | [ˈje̞ɾ.β̞ä] | [ˈʝ̞e̞ɾ.β̞ä] | [ˈje̞ɾ.β̞ä] |
| hielo  | [ˈje̞.lo̞]  | [ˈʝ̞e̞.lo̞]  | [ˈje̞.lo̞]  |

### Origen
La existencia de esta característica en numerosas regiones de América de habla hispana viene dada a que el fenómeno tiene su origen en la misma España donde actualmente en gran parte del territorio «ll» e «y» se pronuncian igual y para algunos el yeísmo ha dejado de considerarse una variedad dialectal. Hay muchas hipótesis acerca del nacimiento del mismo. En el artículo de Rosario González Galicia, «Mi querida elle», se esbozan algunas de las causas que pudieron haberlo originado en España.
- Uno es la comodidad en el habla, tan presente no solo en el castellano sino en muchos otros idiomas, en donde los hablantes buscan naturalmente diferenciar únicamente los elementos imprescindibles para la comprensión de las palabras.

- Adicional a esta actividad tan natural dentro de la dinámica de las lenguas, se encuentra el hecho de que son muy pocas las palabras en el castellano que se distingan unas de otras tan solo por la presencia de la y en lugar de la ll. Algunos ejemplos comunes de esta distinción serían arrollo (empujo, atropello) y arroyo (corriente de agua), valla (un cerco), baya (fruto) y vaya (diríjase hacia), calló (hizo silencio) y cayó (se dejó caer), pollo (gallo o gallina joven) y poyo (banco de piedra), halla (del verbo hallar), aya (institutriz) y haya (del verbo haber, y el árbol).

- Otro aspecto no menos importante es la uniformidad del lenguaje producida por la televisión y los medios de comunicación. Al ser la capital de España fundamentalmente yeísta y emitir en todo el territorio nacional, se ha producido una extensión del yeísmo a zonas no yeístas, afectando en especial a la población joven.

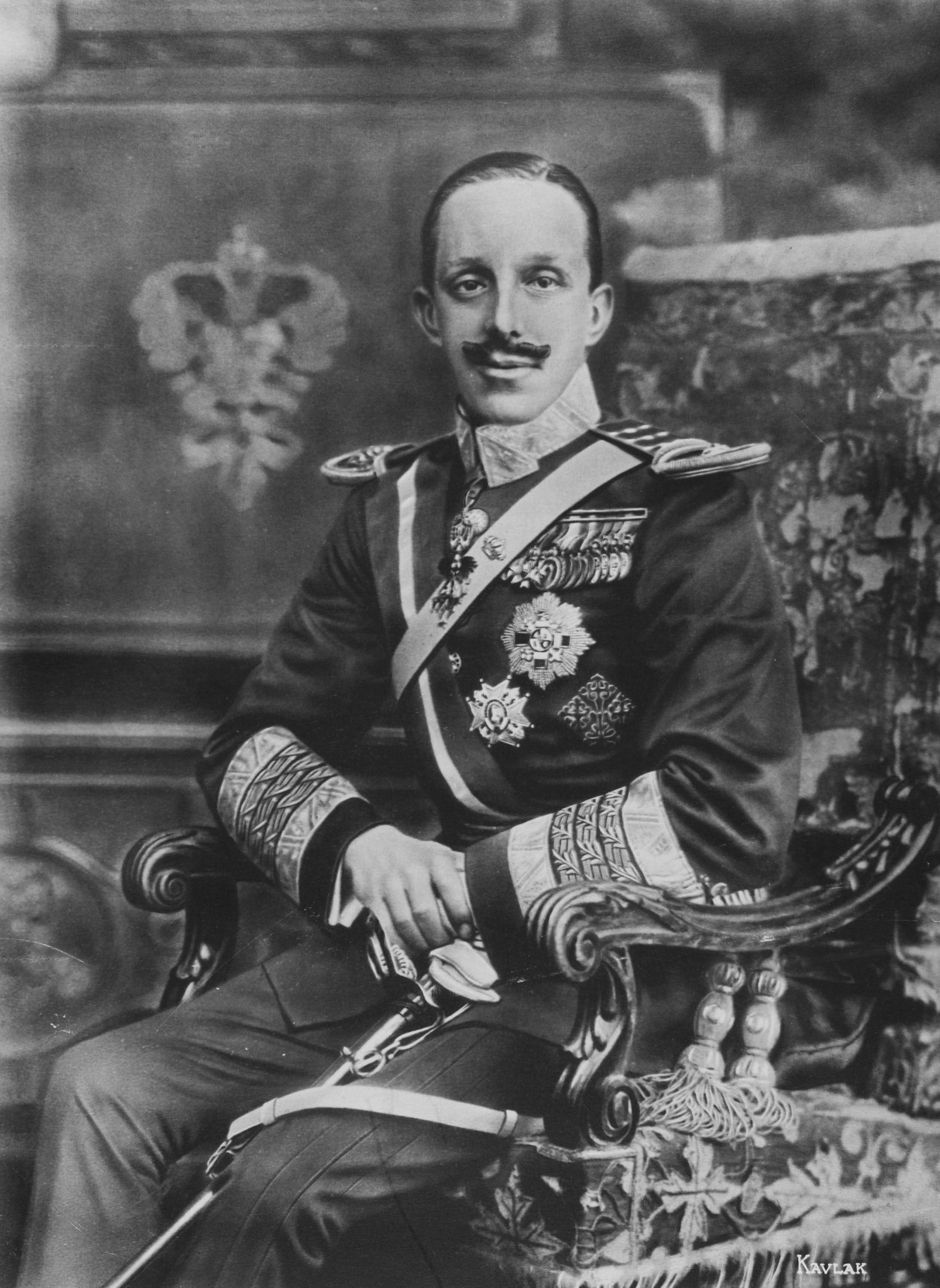
Gracias a las grabaciones sonoras de la época se puede apreciar que hasta el rey Alfonso XIII (n. 1886) era yeísta.

El yeísmo, según apunta González Galicia, presenta testimonios escritos desde muy temprana fecha que se remontan a tiempos previos e inicios de la conquista de América donde en los textos escritos y cartas se presencian confusiones en la escritura entre el uso (y, por ende, pronunciación) entre la ll y la y, favoreciendo a esta última. Se ve entonces cómo se plasman palabras como cabayo, yorar, yamar, ayá, y, por el otro, y en el uso de las mismas personas, sullos (por suyos) o vallan (por vayan).

### Extensión del yeísmo

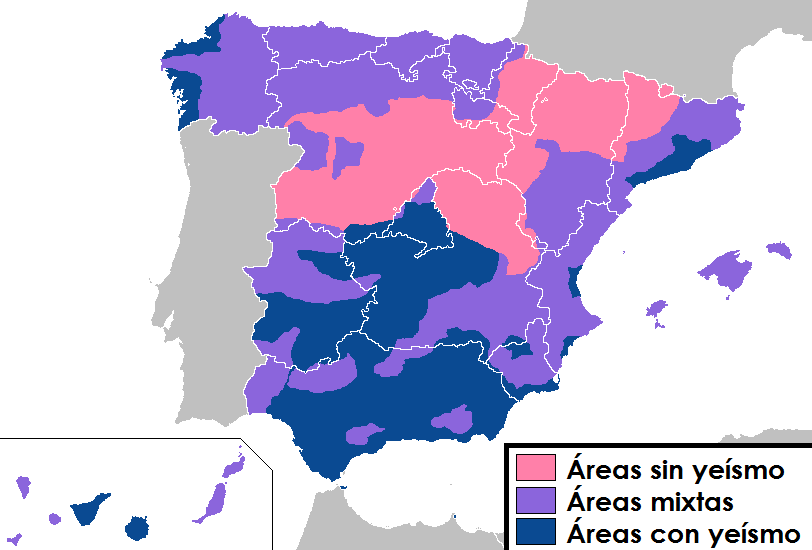
Yeísmo en España.

Los países que mejor conservan la distinción son Bolivia (excepto en el departamento de Tarija), todo Paraguay, donde el yeísmo es aún minoritario y casi inexistente en zonas rurales, y Filipinas. Antaño la distinción estaba muy extendida por el interior de Colombia y casi todo el Perú. En Colombia, las regiones del interior que conservaban la distinción la han ido perdiendo a un ritmo acelerado con el paso de las generaciones, habiéndose perdido, por ejemplo, completamente entre la población menor de 40 años de la cordillera oriental (Bogotá, Altiplano Cundiboyacense y departamento de Santander), y se mantiene aunque con similar evolución en el departamento de Nariño; y en las zonas rurales del interior de Perú, pero con gran arraigo en la segunda ciudad más importante de este país, Arequipa. En Ecuador la ll resiste como palatal lateral en la sierra, principalmente la zona de Loja y Carchi. En Argentina se mantiene en las zonas del norte y noreste alejadas de la región porteña, especialmente en la zona guaranítica vecina de Paraguay y Bolivia.
En España distinguían tradicionalmente casi todas las zonas no urbanas de la mitad norte del país y buena parte de las del sur a excepción de Andalucía y Canarias. Actualmente la distinción de ambos fonemas probablemente está en vías de desaparición. Es sorprendente que en 1930-1936 la distinción aún fuera muy mayoritaria, de acuerdo con el lingüista de Nuevo México, Aurelio Espinosa Jr. que fue uno de los responsables del Atlas Lingüístico de la península ibérica. Hecho clave en la evolución de estos fonemas en España es que los manuales de estilo de cine, radio y televisión siempre han "aceptado" la no distinción en los locutores. En Andalucía es donde el yeísmo desde sus inicios ha estado más arraigado, aunque quedan restos de ll en las cercanías de Sevilla, en zonas de Huelva (en el norte y en Lepe) y la serranía de Málaga; en Extremadura hay focos de distinción importante en Cáceres; la Huerta de Murcia y el Campo de Cartagena han sido tradicionalmente distinguidores, aunque las capitales y ciudades importantes son yeístas. 
Actualmente la distinción sigue oyéndose de vez en cuando en los medios de comunicación, pero, con alguna excepción, los distinguidores suelen ser las generaciones mayores, los medios rurales y las comunidades bilingües. Las regiones donde la ll resiste suelen ser Castilla y León, Aragón, Cataluña y Navarra. El yeísmo de la lengua española en España es tan fuerte que incluso se ha extendido a las otras lenguas del país, que en un principio distinguían ambos fonemas, y hoy en día es ya mayoritario en gallego y se extiende con fuerza entre hablantes jóvenes del asturiano y del valenciano y en las zonas urbanas de Cataluña. En estos lugares de España señalados, el yeísmo es relativamente reciente, pero bien puede decirse que en un par de generaciones la indistinción de "cayó" y "calló" se habrá generalizado también, como ha sucedido prácticamente en todos los núcleos urbanos.

## Yeísmo en otras lenguas

### Italorromance y galoitálico

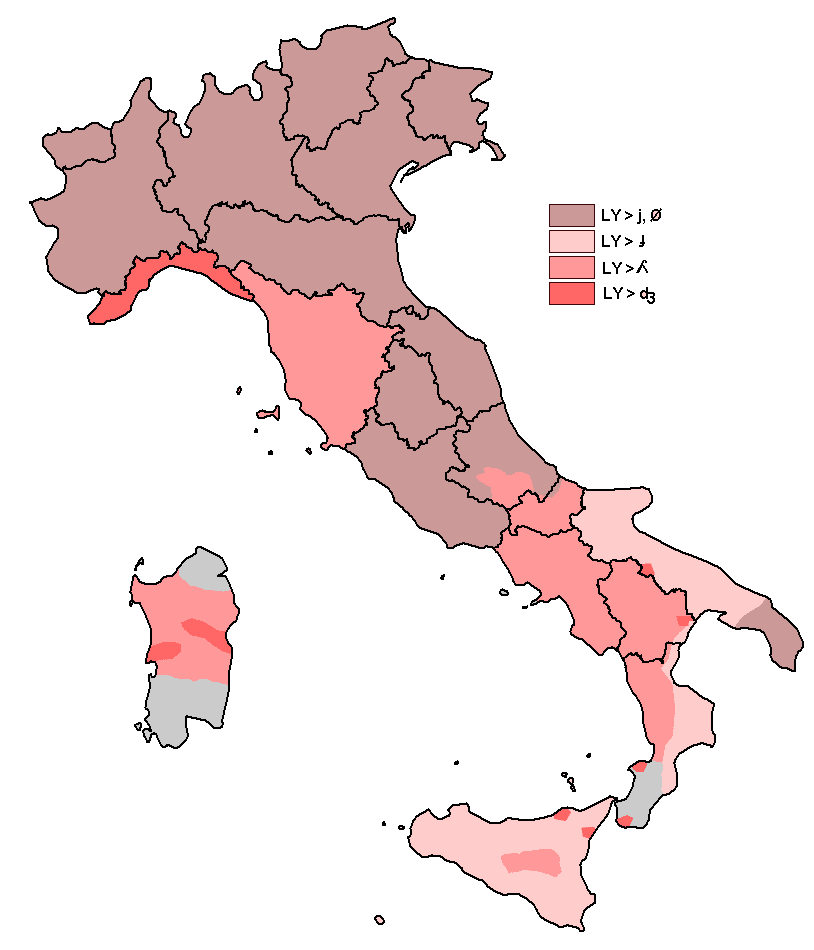
Evolución del fonema //*ʎ// en diferentes variedades dialectales de Italia.

El italiano estándar y las lenguas italorromances tienen el fonema lateral palatal /ʎ/ procedente de palabras con -LE- + vocal o -LI- + vocal en latín. Sin embargo en muchas áreas dialectales este fonema se ha deslateralizado dando lugar a una pronunciación yeísta.
Toscana, Campania occidental, Cerdeña y una pequeña área en el centro de Sicilia son las únicas zonas donde los dialectos han preservado /ʎ/, en el resto de regiones este fonema en las hablas dialectales ha pasado a pronunciarse como [j], [d͡ʒ] o a elidirse completamente.
En cambio, en el italiano culto la pronunciación distinguidora es la norma y se emplea por la generalidad de la población, mientras que la realización de /ʎ/ como /j/ se considera muy incorrecta.

### Portugués
En algunas partes rurales de Brasil y en el habla popular de las periferias de las grandes ciudades, se puede encontrar una pequeña confusión entre <lh> (/ʎ/) y la <i> /j/ en posición intervocálica, lo que por veces se refleja en errores de ortografía, por ejemplo, comúnmente se halla personas hablando o escribiendo velho como véio ('viejo'), trabalho como trabaio ('trabajo') y mulher como muié ('mujer'), aunque estos errores, sobre todo el último, por lo general son cometidos a propósito por quien los está escribiendo, para hacer que el texto se quede más cómico, puesto que a algunas personas les suenan gracioso.

### Catalán
En catalán, diversos grupos consonánticos latinos que incluyen el fonema lateral -L- han dado lugar a un sonido lateral palatal /ʎ/. Entre estos grupos están LL, LE-vocal, LI-vocal, P'L, T'L, C'L,  donde ' indica la caída de una vocal breve átona. Algunos ejemplos son AMPULLA, ALLIU, MANUP'LU, VET'LU, CUNIC'LU, que dan en catalán ampolla 'botella, ampolla', all 'ajo', matoll 'matojo', vell 'viejo', conill 'conejo'. (Nótese que a diferencia del español estas no palatalizan nunca al inicio de palabra CLAVIS, PLANU, FLAMMA dan en español llave, llano, llama pero el catalán mantiene las consonantes latinas sin palatalizar clau, pla < /plan/, flama.)
Sin embargo, existen zonas dialectales del catalán en la provincia de Gerona al noreste de la zona de Barcelona, y en Baleares, donde en lugar de la pronunciación [ʎ] en algunos casos se encuentra [j]. Por ejemplo, en ciertas regiones se tiene [ˈuj], [ˈpajə], [təˈja(ɾ)] (ull, palla, tallar) frente a la pronunciación usual del catalán de Barcelona [ˈuʎ], [ˈpaʎə], [təˈʎa]. Si bien los casos de [j] procedente de -LL- son ejemplos claros de yeísmo, existen dudas sobre los casos en que este sonido procede de -C'L-, -LE-vocal, -LI-vocal ya que ahí se encuentran muchos casos de ortografía antigua con -yl- en lugar de -ll-, con mucha consistencia por lo que algunos autores reconstruyen para el catalán primigenio una oposición entre /ʎ/ y otro fonema palatal diferente, que sería el origen de la grafía -yl-.

### Francés
El francés antiguo y medio tenían un fonema /ʎ/ distinto de /j/ también, el cual se escribía ill en medio de dos vocales y il al final de palabra. Por ejemplo, bataille [baˈtaʎə] 'batalla', œil [œʎ] 'ojo'. El fonema /ʎ/ luego se perdió uniéndose a /j/, dando lugar a las pronunciaciones modernas [baˈtaj(ə)] y [œj], aunque siguen distinguiéndose en la escritura.

### Húngaro
En el húngaro el fonema palatal histórico /ʎ/ <ly> ha evolucionado a /j/. Sin embargo, los dialectos húngaros en Eslovaquia y en el área subsiguiente en el norte de Hungría, todavía distinguen los dos fonemas /ʎ/ y /j/.[cita requerida]